# Šunji
Šunji su naseljeno mjesto u općini Konjic, Federacija Bosne i Hercegovine, BiH.
Nalazi se sjeverno od Konjica, na cesti prema Sarajevu.

## Stanovništvo

### 1991.
Nacionalni sastav stanovništva 1991. godine, bio je sljedeći:
ukupno: 314
- Muslimani – 313
- ostali, neopredijeljeni i nepoznato – 1

### 2013.
Nacionalni sastav stanovništva 2013. godine, bio je sljedeći:
ukupno: 217
- Bošnjaci – 217

## Vanjske poveznice
- Satelitska snimka  Arhivirana inačica izvorne stranice od 13. ožujka 2021. (Wayback Machine)